# Tucker ’48

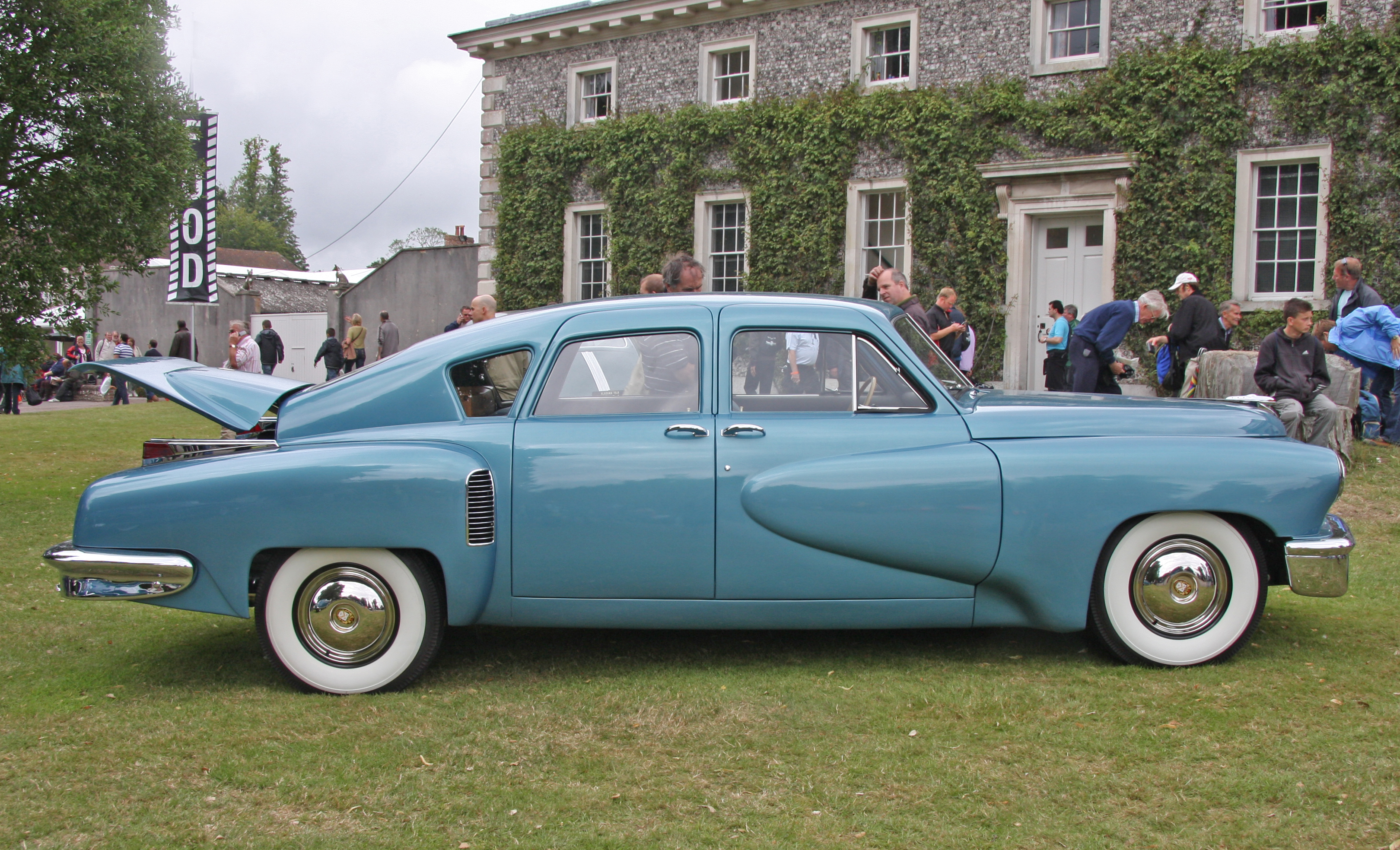
Seitenansicht

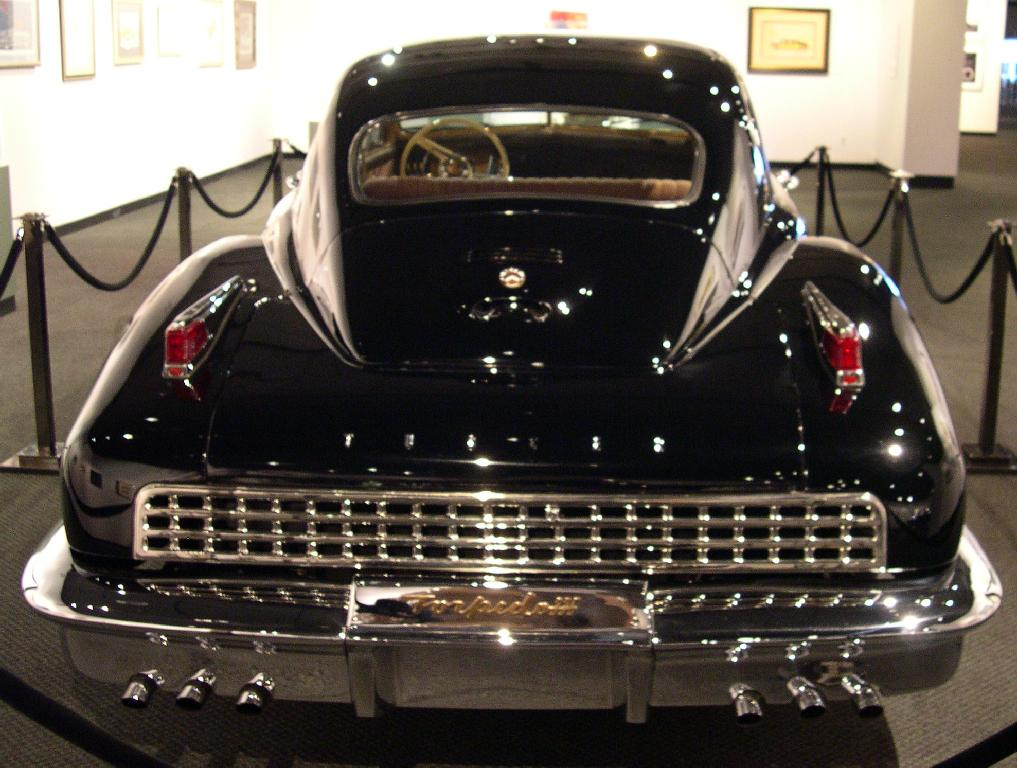
Heckansicht

Der Tucker ’48  von 1948 war das einzige Modell des US-amerikanischen Automobilherstellers Tucker Corporation. Offiziell war er nach dem Baujahr benannt. Die Bezeichnung Tucker Torpedo begleitete die Werbung des Wagens; tatsächlich verließ nie ein Auto unter diesem Namen das Werk.

## Beschreibung
Der Tucker ’48 war das Lebenswerk von Preston Tucker, der dieses Fahrzeug in Eigenregie konstruiert und hergestellt hatte. Der Designer Alex Tremulis entwarf das Fahrzeug innerhalb von sechs Tagen; Ray Dietrich war später an der Lösung von Detailfragen beteiligt.
Das Modell war einer der damals fortschrittlichsten Personenkraftwagen und in vielen Aspekten seiner Zeit voraus. Damit warb auch der Hersteller, der es als das Auto von morgen (Car of Tomorrow) bezeichnete. Er hatte bereits Sicherheitsgurte, eine Windschutzscheibe, die sich bei einem Aufprall nach außen lösen konnte und somit das Risiko von Kopf- und Gesichtsverletzungen reduzierte, sowie Kurvenlicht durch einen dritten, dem Lenkeinschlag der Vorderräder folgenden Scheinwerfer in der Mitte der Fahrzeugfront, das sogenannte „Zyklopenauge“. Ferner war er ausgestattet mit Scheibenbremsen vorn und hinten und einem Aufprallschutz an Lenkrad und Armaturenbrett. Mit einem Sechszylinder-Boxermotor mit 5,5 Litern Hubraum und einer Leistung von 123 kW sowie einem damals hervorragenden und heute noch guten Cw-Wert von 0,27 war das Fahrzeug für seine Zeit stark motorisiert und sehr schnell. Der Motor war im Heck angeordnet.
Das Fahrzeug war bei einem Radstand von 3302 mm 5563 mm lang, 2007 mm breit und 1524 mm hoch. Das Leergewicht war mit 1921 kg angegeben – damit war es verhältnismäßig schwer.

## Stückzahl
Zwischen Januar 1947 und Juli 1948 entstanden außer dem – von Preston Tucker „Tin Goose“ (Blechgans) genannten – Prototyp weitere 50 Fahrzeuge. Von den insgesamt 51 Automobilen existieren heute noch 47. Ein 52. Auto wird nicht zu den Originalfahrzeugen gezählt, weil es – obwohl aus Originalteilen gebaut – erst Ende der 1980er Jahre fertiggestellt wurde.

## Trivia
Das Auto und die Biografie des Preston Tucker bilden die Grundlage für Francis Ford Coppolas Film Tucker – Ein Mann und sein Traum aus dem Jahre 1988 vom Lucasfilm-Studio. 
Die Fahrzeuge sind sehr begehrte und teure Sammlerartikel. Im August 2008 wurde die Nr. 1038 versteigert und erreichte dabei einen unerwartet hohen Preis von über einer Million US-Dollar.
In Stephen Kings Buch In einer kleinen Stadt besitzt der Bösewicht Leland Gaunt einen Tucker Talisman, angeblich ein unbekanntes Nachfolgemodell des Tucker Torpedo, von dem nur zwei Exemplare gebaut wurden.
Ein Tucker spielt eine tragende Rolle in der Geschichte Sin City 2: A Dame to Kill For von Frank Miller.
Eine der Hauptpersonen in dem Roman Marina von Carlos Ruiz Zafón besitzt im Barcelona des Jahres 1979 einen alten Tucker, der wiederholt als ein herausragendes Automobil beschrieben wird.